# Hyles brunnescens
Hyles brunnescens är en fjärilsart som beskrevs av Schultz. 1904. Hyles brunnescens ingår i släktet Hyles och familjen svärmare. Inga underarter finns listade i Catalogue of Life.